# A Nem ér a nevem epizódjainak listája
Ez a cikk a Nem ér a nevem című sorozat epizódjait tartalmazza.

## Évados áttekintés
| Évad | Évad | Epizódok | Eredeti sugárzás     | Eredeti sugárzás  | Eredeti adó | Magyar sugárzás    | Magyar sugárzás   | Magyar adó |
| Évad | Évad | Epizódok | Évadpremier          | Évadfinálé        | Eredeti adó | Évadpremier        | Évadfinálé        | Magyar adó |
| ---- | ---- | -------- | -------------------- | ----------------- | ----------- | ------------------ | ----------------- | ---------- |
|      | 1    | 13       | 2007. október 15.    | 2008. április 28. | ABC         | 2008. december 12. | 2009. január 30.  | Viasat 3   |
|      | 2    | 22       | 2008. szeptember 29. | 2009. július 23.  | ABC         | 2009. január 30.   | 2009. október 18. | Viasat 3   |

## Epizódok

### 1. évad (2007-2008)
| Sor. | Év. | Cím                       | Rendező               | Író                          | Premier                               | Nézettség    | Gyártási szám |
| ---- | --- | ------------------------- | --------------------- | ---------------------------- | ------------------------------------- | ------------ | ------------- |
| 1.   | 1.  | Pilot                     | Robert Duncan McNeill | Cecelia Ahern és Donald Todd | 2007. október 15. 2008. december 12.  | 14,42 millió | 101           |
| 2.   | 2.  | The Job                   | Lee Shallat-Chemel    | Donald Todd                  | 2007. október 22. 2008. december 12.  | 13,68 millió | 102           |
| 3.   | 3.  | The Wedding               | Michael Spiller       | Christine Zander             | 2007. október 29. 2008. december 19.  | 14,18 millió | 104           |
| 4.   | 4.  | The Virgin                | Barnet Kellman        | Bob Kushell                  | 2007. november 5. 2008. december 19.  | 12,86 millió | 103           |
| 5.   | 5.  | The Restraining Order     | Barnet Kellman        | Alex Reid                    | 2007. november 12. 2009. január 2.    | 13,40 millió | 105           |
| 6.   | 6.  | The Hypnotherapist Expert | Michael Spiller       | Pamela Ribon                 | 2007. november 19. 2009. január 2.    | 14,38 millió | 106           |
| 7.   | 7.  | The Hockey Date           | Tucker Gates          | Justin Adler                 | 2007. november 26. 2009. január 9.    | 11,69 millió | 107           |
| 8.   | 8.  | The Car                   | Paul Lazarus          | Jim Reynolds                 | 2007. december 3. 2009. január 9.     | 7,16 millió  | 109           |
| 9.   | 9.  | The Break-Up              | Tucker Gates          | Ric Swartzlander             | 2007. december 10. 2009. január 16.   | 6,71 millió  | 108           |
| 10.  | 10. | The Girlfriend            | Julie Anne Robinson   | Jessi Klein                  | 2008. április 7. 2009. január 16.     | 10,42 millió | 110           |
| 11.  | 11. | The Boss                  | Julie Anne Robinson   | Jenny Lee                    | 2008. április 14. 2009. január 23.    | 9,47 millió  | 111           |
| 12.  | 12. | The Butterflies           | Lee Shallat-Chemel    | Kim Duran                    | 2008. április 21. 2009. január 23.    | 9,39 millió  | 113           |
| 13.  | 13. | The Gallery Show          | Lee Shallat-Chemel    | Alex Reid                    | 2008. április 28. 2009. január 30.    | 9,87 millió  | 115           |
| 14.  | 14. | The Affair                | Paul Lazarus          | Bob Kushell                  | 2008. szeptember 29. 2009. január 30. | 9,89 millió  | 114           |
| 15.  | 15. | The Birthday              | Dennie Gordon         | Donald Todd                  | 2008. október 6. 2009. február 6.     | 10,24 millió | 112           |

### 2. évad (2008-2009)
| Sor. | Év. | Cím                        | Rendező              | Író                        | Premier                                | Nézettség    | Gyártási szám |
| ---- | --- | -------------------------- | -------------------- | -------------------------- | -------------------------------------- | ------------ | ------------- |
| 14.  | 1.  | So I Think I Can Dance     | Wendey Stanzler      | Marco Pennette             | 2008. október 13. 2009. február 6.     | 11,45 millió | 201           |
| 15.  | 2.  | Out of Africa              | Lee Shallat-Chemel   | Donald Todd                | 2008. október 20. 2009. február 13.    | 9,64 millió  | 202           |
| 16.  | 3.  | The Pill                   | Peter Lauer          | Dawn DeKeyser              | 2008. október 27. 2009. február 13.    | 10,47 millió | 203           |
| 17.  | 4.  | The Building               | Lee Shallat-Chemel   | Jim Reynolds               | 2008. november 3. 2009. február 20.    | 8,72 millió  | 204           |
| 18.  | 5.  | Help!                      | Lee Shallat-Chemel   | Pamela Ribon               | 2008. november 10. 2009. február 20.   | 10,40 millió | 205           |
| 19.  | 6.  | The Ex-Girlfriend          | Beth McCarthy-Miller | Jessi Klein                | 2008. november 17. 2009. február 27.   | 10,23 millió | 206           |
| 20.  | 7.  | The Farm                   | Lee Shallat-Chemel   | Rafael Garcia              | 2008. november 24. 2009. február 27.   | 10,72 millió | 207           |
| 21.  | 8.  | The Park                   | Bob Berlinger        | Bob Kushell                | 2008. december 1. 2009. március 6.     | 6,04 millió  | 208           |
| 22.  | 9.  | The Family Vacation        | Paul Lazarus         | Jim Reynolds               | 2008. december 1. 2009. március 6.     | 6,51 millió  | 211           |
| 23.  | 10. | My Best Friend's Boyfriend | Lee Shallat-Chemel   | Dawn DeKeyser              | 2009. március 26. 2009. szeptember 13. | 6,57 millió  | 212           |
| 24.  | 11. | The Dog                    | Paul Lazarus         | Pamela Ribon               | 2009. április 2. 2009. szeptember 13.  | 4,70 millió  | 213           |
| 25.  | 12. | The Amazing Racist         | Lee Shallat-Chemel   | Marco Pennette             | 2009. április 9. 2009. szeptember 20.  | 4,83 millió  | 216           |
| 26.  | 13. | The Debt                   | Lee Shallat-Chemel   | Jim Reynolds               | 2009. április 16. 2009. szeptember 20. | 4,84 millió  | 215           |
| 27.  | 14. | The Rock Star              | Lee Shallat-Chemel   | Marco Pennette             | 2009. június 25. 2009. szeptember 27.  | 3,44 millió  | 209           |
| 28.  | 15. | Todd's Job                 | Lee Shallat-Chemel   | Alex Reid                  | 2009. július 2. 2009. szeptember 27.   | 3,40 millió  | 210           |
| 29.  | 16. | The Sister                 | Lee Shallat-Chemel   | Alex Reid                  | 2009. július 2. 2009. október 4.       | 3,18 millió  | 214           |
| 30.  | 17. | The Dream Job              | Joanna Kerns         | Matthew Carlson            | 2009. július 9. 2009. október 4.       | 3,43 millió  | 217           |
| 31.  | 18. | The First Date             | Lee Shallat-Chemel   | Bob Kushell                | 2009. július 9. 2009. október 11.      | 3,11 millió  | 218           |
| 32.  | 19. | The Other Woman            | Rebecca Asher        | Chad Drew és Annie Weisman | 2009. július 23. 2009. október 11.     | 3,43 millió  | 219           |
| 33.  | 20. | With This Ring             | Beth McCarthy-Miller | Donald Todd                | 2009. július 23. 2009. október 18.     | 3,19 millió  | 220           |